# Centistes dilatus
Centistes dilatus är en stekelart som beskrevs av Papp 1992. Centistes dilatus ingår i släktet Centistes och familjen bracksteklar. Inga underarter finns listade.